# 2017年臺灣
|        | 臺灣歷史 \| 台灣歷史年表 |
| 世纪： | 20世纪臺灣 \| 21世纪臺灣 \| 22世纪臺灣 |
| 年代： | 1980年代臺灣 \| 1990年代臺灣 \| 2000年代臺灣 \| 2010年代臺灣 \| 2020年代臺灣 \| 2030年代臺灣 \| 2040年代臺灣                                           |
| 年份： | 2012年臺灣 \| 2013年臺灣 \| 2014年臺灣 \| 2015年臺灣 \| 2016年臺灣 \| 2017年臺灣 \| 2018年臺灣 \| 2019年臺灣 \| 2020年臺灣 \| 2021年臺灣 \| 2022年臺灣 |
| 纪年： | 丁酉年（鸡年）、中華民國106年 |

## 政府

### 國家正副元首

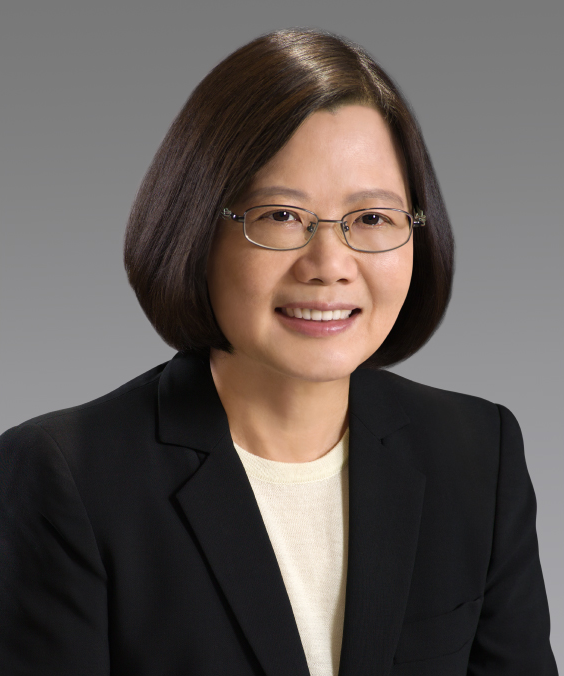
總統：蔡英文
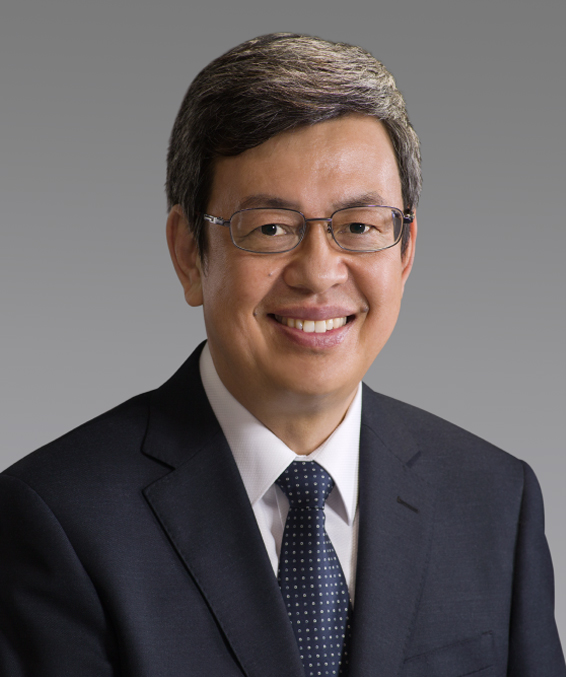
副總統：陳建仁

### 五院首長

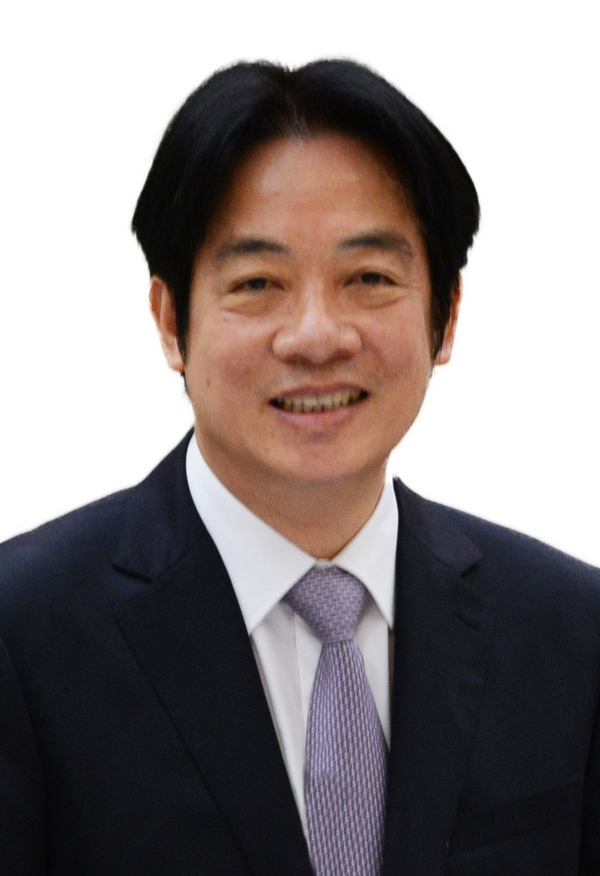
行政院院長：賴清德
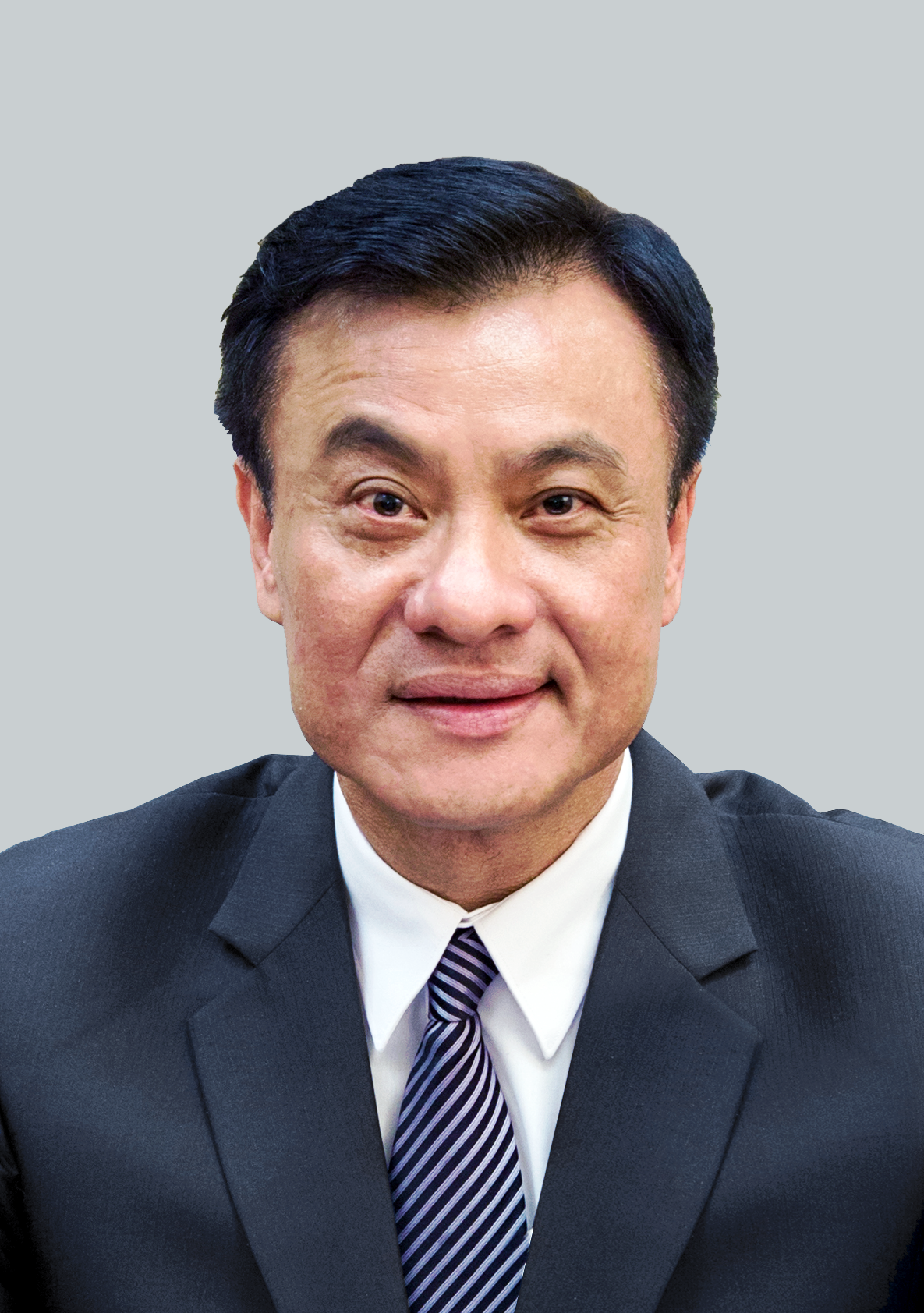
立法院院長：蘇嘉全
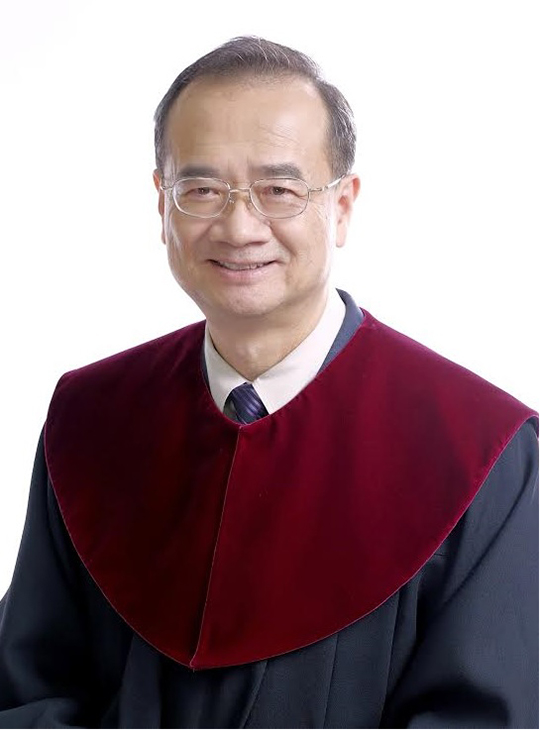
司法院院長：許宗力
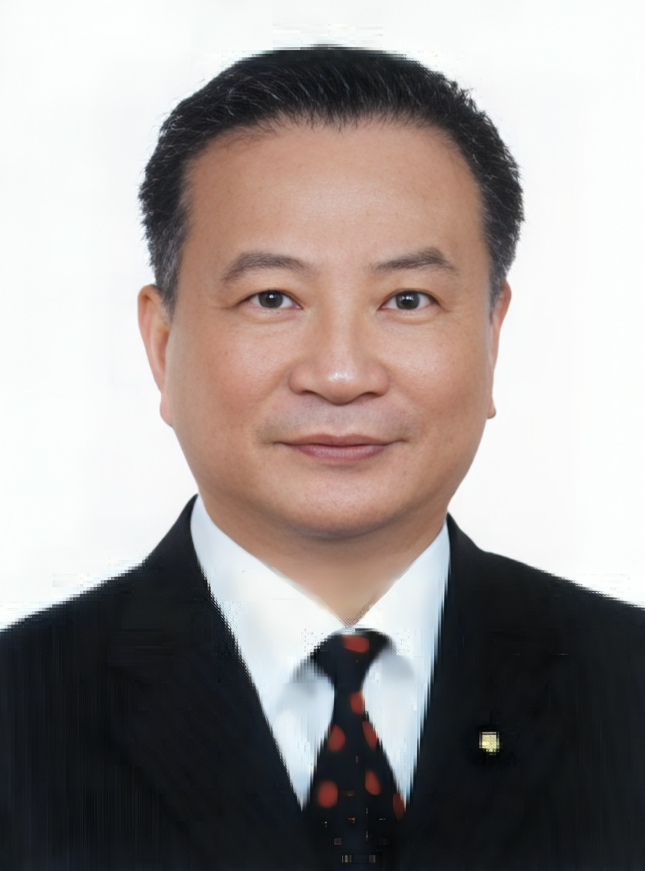
考試院院長：伍錦霖
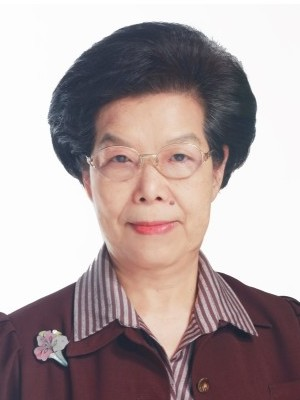
監察院院長：張博雅

### 省政府主席

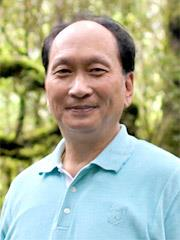
臺灣省政府主席：吳澤成
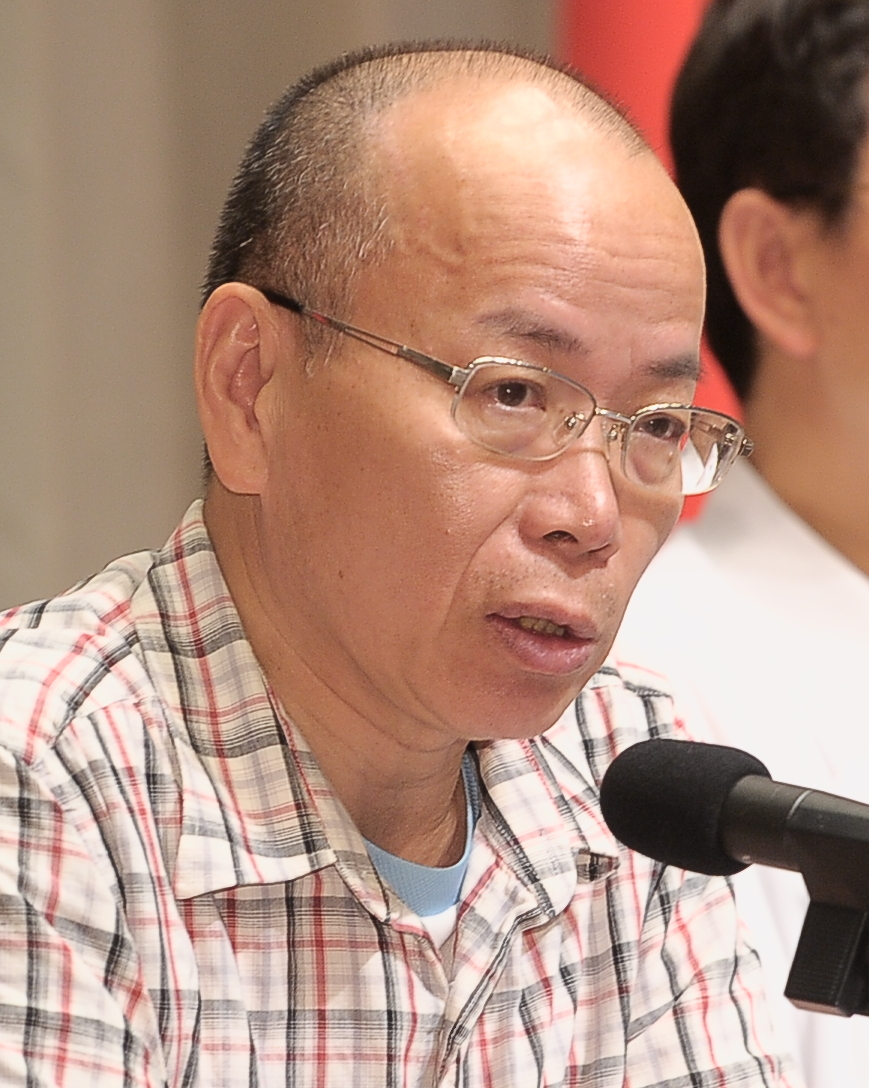
福建省政府主席：張景森

### 成員變動

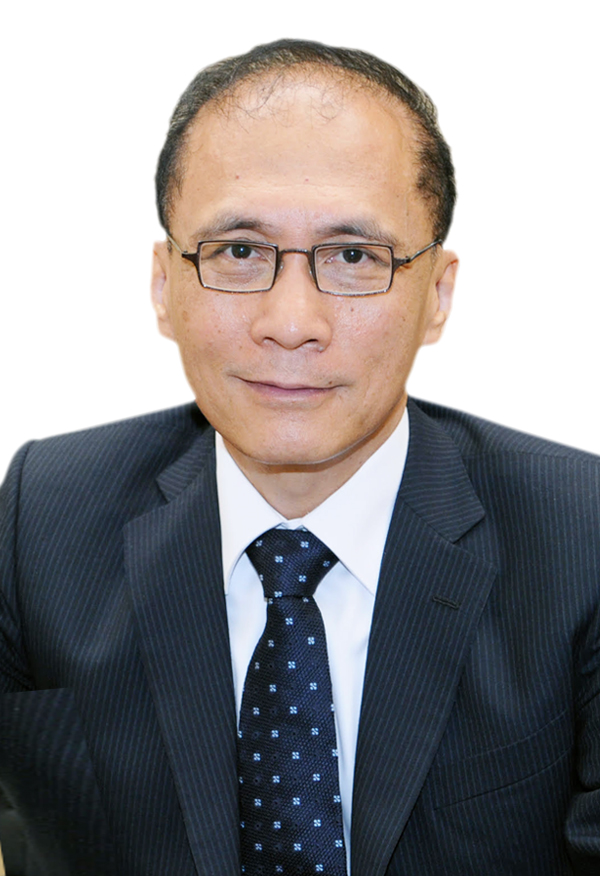
行政院院長：林全（內閣總辭）
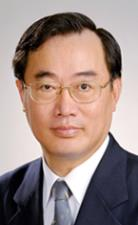
臺灣省政府主席：許璋瑤（轉任臺灣證券交易所董事長）

## 大事記
2017年臺灣：1月 - 2月 - 3月 - 4月 - 5月 - 6月 - 7月 - 8月 - 9月 - 10月 - 11月 - 12月
※給編輯者：本章節請與Portal:臺灣/新聞動態同步更新，並附上參考資料。

### 1月
- 1月1日：
  - 中華民國政府與加拿大政府共同簽署「避免所得稅雙重課稅與防止逃稅之協定」[1]。
  - 「駐波蘭台北經濟文化辦事處」與「駐台北華沙貿易辦事處」所簽訂的避免所得稅雙重課稅與防止逃稅之協定與議定書，正式生效，開始適用[2]。
- 1月5日：
  - 中華民國國史館將5萬份有關蔣中正的資料在網際網路公開[3][4]。
  - 位於桃園市的台灣高鐵探索館開幕[5]。
- 1月7日：總統蔡英文展開訪問中美洲四個邦交國旅程，從桃園桃園國際機場出發，搭乘長榮航空專機，並過境美國休斯頓[6][7]。
- 1月9日：
  - 蔡英文與宏都拉斯總統會談[8]。
  - 蔡英文與尼加拉瓜總統在尼加拉瓜的首都進行會談[9]。
- 1月11日：蔡英文與瓜地馬拉總統相互贈勳[10]。
- 1月12日：蔡英文到瓜地馬拉國會發表演說[11]。
- 1月15日： 蔡英文結束中美洲之行，返國[12]。
- 1月26日：由於台北市議會議員童仲彥家暴，表示將退出民主進步黨黨籍[13]。

### 2月
- 2月2日：桃園機場捷運本日開始試營運[14]。
- 2月11日：凌晨1點12分台灣台南市近海發生芮氏規模5.6地震，最大震度為台南市6級。
- 2月13日：晚間9時發生臺北南港遊覽車事故，33死11傷。[15]

### 3月
- 3月1日：南港小模姦殺案。
- 3月2日：桃園國際機場捷運全線通車營運典禮。[16]
- 3月3日：新北市公車候車亭及公車站牌周邊全面禁菸，違者處新臺幣2000至1萬元罰鍰[17]。
- 3月4日：總統府原住民族歷史正義與轉型正義委員會12位委員發表連署聲明批評，原住民族委員會《原住民族土地或部落範圍土地劃設辦法》排除私有土地劃入臺灣原住民族傳統領域，違背《聯合國原住民族權利宣言》第32條保障原住民族土地權的主張，也違背2016年8月1日總統蔡英文向原住民族道歉的承諾，更違背總統府原住民族歷史正義與轉型正義委員會成立的精神[18]。
- 3月6日：假藥事件擴大受害範圍，涵蓋：降血脂藥「冠脂妥」、「力清之」、「維妥力」，與降血糖藥「佳糖維」。[19]
- 3月7日：內政部廢止《塑建總統蔣公銅像注意事項》。[20]
- 3月8日：
  - 國際社會主義前進上午前往美國在台協會抗議，聲援國際婦女節全球女性罷工，批評美國總統唐納·川普的性別歧視言論及其多項不利女性的政策（禁止墮胎等），呼籲臺灣人民必須特別反對美國在亞洲的軍事化政策[21]。
  - 台灣原住民族部落行動聯盟等台灣原住民族團體於立法院舉行記者會，主張原住民族傳統領域不應排除私有土地，請立法院退回《原住民族土地或部落範圍土地劃設辦法》。原住民族委員會回應，現階段暫時排除私有土地，可大幅降低財產權受影響所引發之爭議[22]。
  - 阿嬤家-和平與女性人權館全面開館[23]。
- 3月15日：臺南市區鐵路地下化計畫C214標「南臺南站路段地下化工程」開工動土典禮[24]。反台南鐵路東移全線自救聯合會等團體到場抗議，卻被交通部鐵路改建工程局、臺南市政府警察局與得標廠商大陸工程合力設下路障阻擋在會場數百公尺外。自由台灣黨主席蔡丁貴前來聲援反台南鐵路東移全線自救聯合會，被警察拉上警車以後丟包奇美博物館，抨擊民主進步黨「從地方政府到中央政府，執政範圍越大越囂張，權力越大越驕傲」[25]。
- 3月16日：監察院教育及文化委員會通過監察委員仉桂美、王美玉的提案，糾正教育部體育署設置競技運動人才培訓輔導小組，對於中華民國網球協會遲至2016年3月16日向國家運動訓練中心同意備查「里約奧運選手培訓參賽實施計畫、代表隊教練及選手遴選辦法」，並於同年5月27日僅以電子郵件寄參賽的網球選手，導致網球選手謝淑薇奧運教練問題事件，也未督促國家運動訓練中心專案辦理培訓措施。[26]
- 3月17日：高雄市三民区澄清路發生下水道氣爆事故，共造成一人死亡及三人受伤[27]。
- 3月20日：
  - 2017年臺北南港遊覽車事故，交通部觀光局依《發展觀光條例》與《消費者保護法》廢止蝶戀花旅行社的旅行業營業執照[28]。
  - 總統府原住民族歷史正義與轉型正義委員會第一次委員會議[29]。
- 3月21日：蔡英文主持「潛艦國造設計啟動暨合作備忘錄簽署儀式」，宣佈潛艦國造政策正式啟動。[30]
- 3月22日：
  - 行政院主計總處公布本年1月薪資與生產力統計：受廠商發放年終及績效獎金影響，1月含固定月薪、獎金、紅利及加班費等薪資，平均每位受雇員工可領到新台幣93144元。外界批評，主計總處公布薪資「平均數」，無法完全反映真實情況[31]。
  - 立法院內政委員會審查《兩岸協議監督條例草案》。時代力量與民進黨要求，與立法院司法及法制委員會、立法院經濟委員會、立法院外交及國防委員會聯席審查；國民黨要求，直接詢答、審查，否則就是打假球；最後，朝野不歡而散[32]。對於時代力量版草案名稱《我國與中華人民共和國締結協議處理條例草案》，行政院大陸委員會主任委員張小月強調，「我們兩岸關係的界定就是兩岸關係」，她對時代力量版草案名稱「持保留態度」；外交部部長李大維被提問《兩岸協議監督條例》是否應該納入立法院外交及國防委員會與立法院經濟委員會聯席審查，他直言「沒有這個必要，兩岸關係不是外交關係」[33]。
- 3月23日：
  - 民進黨決定，7月22日在台北國際會議中心舉行全國黨代表大會，將討論2018年中華民國直轄市長及縣市長選舉候選人提名辦法。民進黨秘書長洪耀福透露，選在7月22日舉行全代會，是考慮到黨代表平常要跑婚喪喜慶行程，7月22日農民曆「諸事不宜」、黨代表不用跑婚喪喜慶行程才方便來開會[34]。
  - 台南人劇團發出道歉啟示，對於該團藝術總監呂柏伸在未獲創作人授權下，使用2011年於國立臺灣大學授課時，學生周書正所繳交的劇本《魔法師與小男孩》，改編為《魔法師的最後一堂課》，並聲稱該事件是行政疏忽[35]。

### 4月
- 4月2日：無樁式共享自行車oBike開始在臺北市試營運[36]。
- 4月16日：
  - 電影《目擊者》在臺灣的票房已破新台幣4千萬元。而該片原創故事擁有者陳玉珊和導演程偉豪的原創故事著作權糾紛，由於雙方無和解的意願，全案已進入司法程序[37]。
  - 臺南市烏山頭水庫內的八田與一塑像被嘉南農田水利會會務委員發現遭斷頭，斷頭下落不明。臺南市政府警察局接獲嘉南農田水利會報案，展開調查[38]。
- 4月21日：
  - 908台灣國運動、台灣國辦公室與名嘴楊憲宏到民主進步黨中央黨部前，聲援林義雄發動接力禁食要求立法院「補正」《公民投票法》[39]。
  - 衛生福利部食品藥物管理署公布，檢驗市售雞蛋發現一件雞蛋驗出戴奧辛含量達到5.2皮克／克脂肪，是首次在雞蛋中驗出戴奧辛，初步掌握問題雞蛋來自彰化縣芳苑鄉「駿億」、「鴻彰」、「財源」三家蛋雞場。食藥署副署長林金富表示，目前尚未知道下游鋪貨到哪裡，現在仍在追蹤中，不排除全臺灣都有鋪貨[40]。
- 4月22日：臺北市陽明山花鐘公園旁的蔣中正銅像，被發現遭斷頭、潑紅漆、噴漆「228元凶、殺人魔」等字眼。臺北市政府警察局北投分局表示，現場遺留的小鋸子研判是犯案工具，斷頭下落不明，目前正調閱監視器畫面釐清嫌犯身分[41]。台灣建國工程隊在網路上發布聲明自稱犯案，理由是不滿八田與一塑像遭斷頭，「替八田與一出氣」、「以牙還牙」[42]。
- 4月26日：蔡英文政府指示她的林全內閣提出的《前瞻基礎建設計畫》在交付立法院院會初審時，民進黨籍立委一致通過，在野黨立委抗議無效。
- 4月27日：立法院教育及文化委員會審查《國民體育法》修正草案，通過「戴資穎條款」。立委指出，第二十條第四項就是「戴資穎條款」，因為戴資穎在奧運比賽的鞋子問題，要讓國內選手更有保障，不能讓各單項體育協會以不正當理由處罰選手[43][44]。
- 4月30日：臺灣本島東南部海域發生芮氏規模6.0的地震[45]。

### 5月
- 5月1日：由臺灣各工會、工運團體及社運團體組成的「2017五一行動聯盟」發起2017五一大遊行，全國產業總工會理事長莊爵安擔任總領隊，訴求「要年金保障，反勞動剝削」。遊行路線首次以中華民國全國工業總會、中華民國全國商業總會總部大樓為遊行終點，意謂向資本家宣戰。時代力量立法委員洪慈庸、中國國民黨立法委員李彥秀與親民黨立法委員周陳秀霞到場代表所屬政黨出席，只有民主進步黨未派代表出席[46]。
- 5月3日：
  - 中華民國副總統陳建仁和常駐世界貿易組織代表團常任代表朱敬一獲選為2017年美國國家科學院外籍院士之一，但官方網站名單上的國籍被標為「中國台灣」（Taiwan, China）。中華民國總統府發言人林鶴明表示，陳建仁認為這是無法接受的錯誤，中央研究院已經要求更正[47]。
  - 新北市板橋區大觀社區居民組成的大觀事件自救會，在民主進步黨中央黨部前開記者會抗議，反對中華民國國軍退除役官兵輔導委員會強制拆除大觀社區。自救會表示，蔡英文政府上任至今，所承諾的社會住宅一戶都沒蓋成，中央與民進黨執政縣市卻大量傳出迫遷案件，跟馬英九政府「根本沒什麼兩樣」。出面接受陳情的民進黨社會運動部主任李世民未正面答覆居民追問，只說了「謝謝」便返回中央黨部[48]。
- 5月4日：大觀事件自救會在行政院院長林全住處外陳情，要求行政院出面解決大觀社區迫遷爭議。現場多名聲援者一度擋下林全座車，但林全車隊始終沒有停車，最後林全座車在警方協助開道下揚長而去[49]。事後，行政院以《中華民國刑法》毀損罪、妨害公務罪、強制罪等罪名提告[50]。
- 5月5日：桃園市市長鄭文燦宣稱2017桃園農業博覽會光是五一勞動節三天連續假期就湧入五百萬人次，被網友質疑數字灌水。本日《台灣蘋果日報》記者現場觀察，偌大場地僅零星散客，遊園車排隊人數僅十餘人，幾個小時估算園區頂多一千人。桃園市政府新聞處處長張惇涵否認數字灌水，強調實際統計人次就是五百萬人次、而不是五百萬人[51]。
- 5月15日：
  - 國道收費員自救會發動「舉牌、苦候」行動，在臺北市凱達格蘭大道旁紮營，每天上午高舉「履行協議」立牌繞行總統府前的公園路口，要求蔡英文政府履行國道收費員補償方案協議。國道收費員自救會會長孫秀鑾說，蔡英文政府曾經與自救會簽署此協議，但蔡英文政府至今沒有履行此協議，自救會將會堅持抗爭到底[52]。
  - 台灣著名節目主持人豬哥亮，因大腸癌末期引發肝衰竭，晨間約5時08分病逝於台大醫院。
- 5月18日：
  - 宜蘭縣、基隆市、臺北市、新北市、桃園市、新竹市、新竹縣於下午1點30分至2點實施萬安演習。
  - 臺灣高雄地方法院檢察署接獲高雄市政府衛生局通報，前往高雄市大寮區裕榮食品大寮廠搜索，查獲已過期1至3年的柴魚粉、無水檸檬酸等原料及問題產品蝦味先共2千多公斤。裕榮食品遭高雄市政府衛生局勒令暫時停業。[53]
  - 台灣守護民主平台公布其委託國立政治大學選舉研究中心線上民調實驗室於本月15至17日執行的「憲政體制與蔡總統執政週年調查」網路民調，受訪者對蔡英文政府整體滿意度為18.4%、不滿意度為76.4%[54]。台灣守護民主平台認為，此民調結果呼應了台灣守護民主平台一再呼籲的：在落實全面憲政改革以前，總統蔡英文到立法院進行報告與詢答，才有可能實現權責相符的民主憲政[55]。
- 5月24日：大法官釋字748號台灣同性婚姻釋憲案結果，大法官規定相關機關應在2年內修法，以促成同性婚姻，如2年內沒完成修法，就可依民法親屬編的婚姻相關規定，直接去戶政事務所辦理結婚登記[56]。
- 5月26日：臺灣桃園國際機場第三航廈舉行動土典禮。[57]同日台南市立圖書館總館新建工程動土典禮。[58]
- 5月30日：國立政治大學教授陳芳明、東吳大學教授陳瑤華、國立陽明大學教授黃嵩立、國立東華大學教授施正鋒、作家朱天衣等人公開聲援原住民族轉型正義小教室在凱達格蘭大道紮營抗議行動，共同反對《原住民族土地或部落範圍土地劃設辦法》排除私有土地劃入臺灣原住民族傳統領域[59]。

### 6月
- 6月2日，原住民族轉型正義小教室在臺北市凱達格蘭大道紮營抗議《原住民族土地或部落範圍土地劃設辦法》排除私有土地劃入臺灣原住民族傳統領域，本日為第100天。抗議群眾搭設之帳篷及文化藝術裝置被優勢警力在大雨中清除，清除之理由是排除占用道路妨礙交通。原住民族民族議會聯合行動發表聲明抨擊，在完全不符比例原則的粗暴驅離及破壞之後，中華民國總統府副秘書長姚人多緊接著補上一槍說「態度開放，隨時可談」[60]，是兩手策略[61]。
- 6月4日，臺灣中南部部分地區因暴雨引發山洪，南投縣信義鄉有5戶地基被淘空並翻落溪水[62]，高雄市部分地區亦因河水暴漲，共有12戶民宅遭大水沖毀[63]。
- 6月8日，臺北文化體育園區的球場停工爭議，經台灣建築中心通過性能審查後，中華民國內政部核發「大巨蛋建築物防火避難性能設計計畫書」認可通知書[64]。
- 6月10日，2017年凌天航空直升機事故
- 6月13日，巴拿馬與中華民國斷交，與中華人民共和國建交。
- 6月15日，國道5號「雪山隧道自動化科技執法系統」啟用，上路執行首日即取締違規事件共136件（超速98件、低於最低速限34件、惡意逼車4件）[65]。
- 6月23日，本日為2016年中華航空空服員罷工事件一週年的前一日，桃園市空服員職業工會號召臺灣鐵路產業工會、北區捷運電聯車駕駛產業工會、台灣汽車客運業產業工會、長榮航空企業工會等運輸業工會聚集交通部前，爭取運輸業勞工休息時間，向交通部丟紅漆水球「血濺交通部」象徵運輸業勞工依然血汗超時工作[66]。
- 6月27日，公務員年金改革法案正式三讀。
- 6月29日，總統府人權諮詢委員會下午召開會議，將討論面臨迫遷危機的新北市板橋區大觀社區。大觀事件自救會於會議前至總統府前廣場舉行記者會，要求蔡英文政府履行本年年初兩公約審查結論性意見，保障大觀社區居民的居住權，而非僅將人權當作妝點門面的工具[67]。
- 6月30日：
  - 塔塔加夫妻神木的夫樹，因基部腐朽，加上午後雷雨而倒塌[68]。
  - 總統府原住民族歷史正義與轉型正義委員會第二次委員會議，完全沒有將《原住民族土地或部落範圍土地劃設辦法》排入議程[69]。

### 7月
- 7月7日：新北市政府交通局公告禁止租賃自行車停放於三重區、土城區、中和區等11區的機車停車位，以及捷運站、火車站等大眾運輸場站周邊的自行車停車位。[70][71]

### 8月
- 8月15日，815全臺大停電。
- 8月19日至30日，2017年夏季世界大學運動會。

### 9月
- 9月7日，中華民國總統蔡英文同日親頒「五等景星勳章」予「世界大學運動會」舉重國手郭婞淳，表彰其在「2017年世大運」時期之競賽成績，打破世界紀錄、為國爭光[72]。
- 9月8日，中華民國新任行政院院長賴清德，同日率領各部會首長，先於總統府宣誓就職，總統蔡英文監誓。後續再至行政院，由副總統陳建仁監交，自卸任院長林全手中接下印信，完成聯合交接典禮，至此正式就任閣揆[73][74]。
- 9月11日：
  - 高雄市國道一號靠近岡山交流道發生11傷6死的重大車禍。
  - 遭中國強制關押177天的臺灣民進黨前黨工李明哲，同日於中國湖南省岳陽市中級法院開庭審理，當庭以「被認罪」模式，坦承犯行[75][76][77]。
  - 臺灣網球選手詹詠然與瑞士網球選手辛吉絲，同日於美國網球公開賽，以比分「直落二」擊敗對手，取得美網大滿貫賽，女子雙打冠軍。[78][79]。
- 9月20日，「台北景美師大女子拔河隊」（景美女中、臺灣師範大學合組隊），同日於「2017歐洲盃室外拔河錦標賽」，取得公開賽「U23女子組500公斤級」金牌。[80]。
- 9月21日：
  - 《日常對話》代表台灣角逐第90屆奧斯卡金像獎最佳外語片獎，是台灣首次選派紀錄片代表角逐該獎項。[81]
  - 宏達電同日於證交所舉行記者會，宣佈將「Google Pixel 手機」研究團隊，以11億美元（約330億台幣）的代價轉賣Google，並同步以「智慧財產權（非專屬授權）」提供Google使用[82][83]。

### 10月
- 10月28日，第十五屆台灣同志遊行主題是「澀澀性平打開開 多元教慾跟上來」，以落實大眾間的性別平等教育為主論述[84]。
- 10月31日，行政院發布「推動ODF-CNS15251為政府文件標準格式續階實施計畫」，开放文档格式普及化。[85]

### 11月
- 11月8日，中華民國空軍一架幻象2000戰鬥機在訓練途中從雷達光點上消失，中華民國國防部召開記者會說明情況，自由亞洲電台在記者會上提問飛行員何子雨是否投共。中華民國國防部部長馮世寬在立法院接受質詢時因此飆罵粗口，並揚言封殺該名記者。[86][87]
- 11月9日，各工會與勞工團體聚集於行政院大門，反對《勞動基準法》修惡、鬆綁七休一等制度。從1992年起參與中華民國勞動相關法令修正的中國文化大學法律學系教授兼中華民國勞動部法規會委員邱駿彥首度現身抗議，他說，民主進步黨提出比工商團體還誇張的修法版本，是錯估形勢，「他們以為台灣人很健忘，但選舉到了這些紀錄一定統統會被扯出來」[88]。
- 11月22日，新北市中和區南勢角一處出租套房遭縱火，造成9人不幸罹難、2人輕傷[89]。

### 12月
- 12月16日，高雄市政府地政局在高雄捷運凹子底站旁空地舉辦「2017見證土地開發成果暨行銷標售懷念金曲音樂會」，高雄果菜市場土地不義徵收住戶自救會、人民民主陣線等反迫遷團體在對街抗議高雄市政府長期以公共利益為由打壓人民居住權[90]。
- 新北市第十二選舉區擔任第9屆立法委員的黃國昌被該選區選民依《公職人員選舉罷免法》提議、連署通過法定人數門檻，而必須舉辦罷免投票；總投票人數為70,924人，同意票為48,693票，不同意票為21,748票，無效票為483票，投票率為27.75%。由於未達法定投票門檻，罷免案依法遭否決，且不可再於黃國昌剩餘任期内行使罷免權。[91]
- 12月19日，四名新黨青年委員會成員王炳忠、侯漢廷、林明正、陳斯俊涉嫌違反《中華民國國家安全法》，遭法務部調查局幹員持臺北地方法院檢察署的搜索票搜索住處並帶走調查。[92][93]
- 12月22日，近百位勞工、學生、社運團體在民主進步黨中央黨部前舉行「反對勞基法修惡大遊行」行前記者會，號召所有勞動者站出來反對《勞動基準法》修惡[94]。
- 12月28日，新北市一名警員蔡杰燊因犯利用職務強制性交罪證確鑿，一審依強制性交罪判刑4年6月，事後蔡警再二審上訴法院判決維持原判[95]。

## 節日與主題
以下列出2017年與臺灣社會相關的重大事件、節日及活動。

### 1月
- 1月1日：元旦，中華民國開國紀念日，台北101跨年煙火表演
- 1月19日：中小學105學年度第一學期結束
- 1月20日–1月21日：大學學科能力測驗
- 1月20日–2月12日：中小學105學年度寒假
- 1月27日：除夕
- 1月28日：農曆新年
- 1月29日：回娘家
- 1月31日：迎財神

### 2月
- 2月3日：立春
- 2月5日：天公生
- 2月11日：元宵節
- 2月11日─2月19日：雲林2017年臺灣燈會
- 2月13日：中小學開學，105學年度第二學期開始
- 2月14日：西洋情人節
- 2月26日：聖貝祭
- 2月28日：和平紀念日

### 3月
- 3月5日：驚蟄
- 3月8日：婦女節
- 3月12日：植樹節
- 3月14日：白色情人節
- 3月29日：青年節

### 4月
- 4月3日：兒童節
- 4月4日：清明節
- 4月16日：復活節
- 4月20日：穀雨

### 5月
- 5月1日：勞動節
- 5月5日：立夏
- 5月14日：母親節
- 5月21日：小滿
- 5月30日：端午節

### 6月
- 6月5日：芒種
- 6月21日：夏至

### 7月
- 7月1日─7月3日：105學年度指定科目考試
- 7月1日：中小學暑假開始
- 7月7日：小暑
- 7月22日：大暑

### 8月
- 8月1日：原住民族日
- 8月7日：立秋
- 8月8日：父親節
- 8月19日—8月30日：2017年夏季世界大學運動會
- 8月23日：處暑
- 8月28日：七夕
- 8月30日：中小學106學年度第一學期開學

### 9月
- 9月3日：軍人節
- 9月5日：中元節
- 9月7日：白露
- 9月23日：秋分
- 9月28日：教師節

### 10月
- 10月4日：中秋節
- 10月8日：寒露
- 10月10日：國慶日、國慶煙火
- 10月23日：霜降
- 10月25日：臺灣光復節
- 10月28日：重陽節
- 10月31日：萬聖節

### 11月
- 11月7日：立冬
- 11月12日：國父誕辰紀念日
- 11月22日：小雪
- 11月23日：感恩節

### 12月
- 12月7日：大雪
- 12月22日：冬至
- 12月24日：平安夜
- 12月25日：行憲紀念日、聖誕節
- 12月31日：全台各地跨年

## 逝世

### 1月
- 1月3日：洪佩臻，43歲，中華職棒前味全龍投手，肝癌。[96]
- 1月7日：巫明霞，75歲，歌仔戲演員，演員施易男之母，意外身亡。[97]
- 1月8日：秦金生，70歲，親民黨秘書長，心肌梗塞。[98]
- 1月18日：羅門，88歲，台灣詩人、前藍星詩社社長，詩人蓉子的丈夫。[99]
- 1月22日：陳玉梅，50歲，中華民國政治人物，中國國民黨黨員，曾任臺北市議會第7~11屆議員。[100]
- 1月23日：辜成允，62歲，台灣企業家、台灣水泥董事長。[101]
- 1月24日：華錫鈞，92歲，中華民國空軍二級上將，曾主持研發F-CK-1經國號戰鬥機。[102]
- 1月30日：吳敦厚，93歲，台灣傳統燈籠國寶級大師。[103]

### 2月
- 2月6日：高鳴，83歲，臺灣閩南語演員，上吊自殺。[104]
- 2月7日：柯基良，70歲，台灣前傳藝中心主任。
- 2月9日：陳燊齡，92歲，中華民國空軍一級上將，曾任參謀總長、空軍總司令等職。
- 2月16日：汪笨湖，63歲，本名王瑞振，台灣媒體人、作家、政論節目名嘴，骨髓化生不良症候群。

### 3月
- 3月2日：楚崧秋，96歲，中國電視公司董事長。
- 3月8日：李元簇，94歲，中華民國政治人物，曾擔任中華民國第八屆副總統等職務。[105]
- 3月11日：崔小萍，94歲，台灣電台主持人。
- 3月14日：陳麗麗，65歲，台灣女演員。
- 3月15日：李雅樵，89歲，前台南縣長。
- 3月20日：李麗華，93歲，台灣女演員，曾兩度獲得金馬獎影后，曾獲頒金馬獎終身成就獎和香港電影金像獎終身成就獎。
- 3月26日：鄭問，58歲，台灣漫畫家，心肌梗塞。
- 3月29日：劉慕沙，82歲，臺灣翻譯家，是台灣作家朱西甯的妻，朱天文、朱天心和朱天衣的母親。

### 4月
- 4月2日：林佛兒，75歲，台灣作家，《鹽分地帶文學》雙月刊總編輯。
- 4月18日：李亦園，85歲，台灣人類學家、中央研究院人文社會組院士，急性肺炎。
- 4月20日：蓮花阿嬤，本名许陈莲花，92歲，臺籍前慰安婦。
- 4月22日：李季準，74歲，台灣廣播及電視節目主持人。
- 4月25日：謝金汀，81歲，苗栗縣前縣長。
- 4月27日：林奕含，26歲，台灣女性作家。上吊自殺。

### 5月
- 5月4日：蔡有全，65歲，台灣獨立運動人士。
- 5月15日：豬哥亮，70歲，台灣綜藝天王、節目主持人、演員，因大腸癌末期導致肝衰竭病逝。

### 6月
- 6月4日：魏懷良，60歲，前竹聯幫太極堂堂主。
- 6月10日：齊柏林，52歲，台灣攝影師，其作品《看見台灣》獲得第50屆金馬獎最佳紀錄片獎，墜機身亡。
- 6月10日：張志光，50歲，台灣飛行員，協助齊柏林拍攝的凌天航空機師，墜機身亡。
- 6月10日：陳冠齊，25歲，台灣攝影師，協助齊柏林拍攝的助手，墜機身亡。
- 6月12日：曹燕婷，50歲，台灣女作家。疑似自焚。
- 6月15日：林克昌，89歲，澳洲華裔指揮家、小提琴家。
- 6月18日：施純仁，95歲，前衛生署長。
- 6月21日：陳立宏，52歲，台灣時事評論員，腦癌。
- 6月23日：郭宗韶，67歲，阿嬌老師，台灣當代貝斯大師，病逝。[106]

### 7月
- 7月7日：陳清文，64歲，台灣產業分析師、工業技術研究院產業經濟與趨勢中心首席研究員。
- 7月10日：唐飛，47歲，變性歌手，腹膜炎。
- 7月14日：應天華（英語：Jeffrey Ying），63歲，出生於台灣的美國企業家、飛行冒險家，空難。
- 7月17日：蔡焜燦，92歲，臺灣企業家、IC設計公司「偉詮電」（2436）榮譽董事長。
- 7月18日：吳清友，68歲，誠品書店的創辦人。
- 7月21日：廖登茂，97歲，臺灣企業家、「大東樹脂」創辦人。
- 7月22日：羅四維（英語：Fr. Daniel Ross,S.J.），84歲，中華民國國籍美國天主教耶穌會神父。前輔仁大學社會學系主任。病逝。
- 7月26日：崔企川，46歲，台灣新聞界人物，曾任新聞主播及紀錄片《看見臺灣》企劃、編劇，藝人崔麗心胞弟，胰臟癌。
- 7月31日：劉文雄，62歲，親民黨副秘書長，前立委。
- 7月31日：宋妙娟，78歲，台灣知名刑事鑑識專家李昌鈺夫人，中風。

### 8月
- 8月2日：王孫，91歲，台灣演員。
- 8月3日：喻麗清，72歲，台灣作家、詩人。
- 8月4日：顧福生，82歲，台灣油畫家。
- 8月5日：黃松義，71歲，台灣電影發行商。
- 8月6日：陳俊任，51歲，台灣電視劇導演，肺腺癌。
- 8月14日：鄭高輝，85歲，台灣企業家，太子建設董事長。
- 8月22日：賈彥文，92歲，台灣羅馬天主教主教，前天主教台北總教區總主教。

### 9月
- 9月8日：張浵，96歲，台灣公路擘畫者。
- 9月22日：李永平，71歲，華文作家，創作作品以小說為主，同時也是翻譯家。
- 9月28日：李新，64歲，台北市議員，跳樓自殺身亡。

### 10月
- 10月10日：羊牧，65歲，雲林人，本名廖枝春，台灣作家。
- 10月23日：夏復華，62歲，中華民國海軍陸戰隊中將，湖南東安人。

### 11月
- 11月4日：
  - 鄭清文，85歲，桃園人，台灣作家。
  - 韓乃鎮，68歲，資深報媒主編、記者，同行稱為「乃公」。
- 11月16日：蕭天讚，83歲，嘉義人，中華民國前立法委員，前法務部部長。
- 11月16日：馬玉山，83歲，台灣企業家、冠德建設集團總裁。
- 11月19日：戴振耀，69歲，高雄人，中華民國前立法委員，前行政院農業委員會副主任委員，民主進步黨籍，前新潮流系成員。
- 11月20日：侯武忠，55歲，台灣澎湖縣醫師、最年輕的醫療奉獻獎得主。
- 11月26日：翁嘉銘，筆名瘦菊子，55歲，台灣棒球球評、音樂人。

### 12月
- 12月1日：曾珍珍，63歲，台灣翻譯家，國立東華大學教授，跌倒傷重死亡。
- 12月13日：吳庚，77歲，臺灣法學學者、前司法院大法官。
- 12月14日：余光中，89歲，臺灣作家、前國立中山大學文學院教授。
- 12月22日：王攀元，107歲，中華民國畫家。
- 12月22日：殷張蘭熙，97歲，台灣文學家，大陸工程董事長殷琪的母親。
- 12月29日：吳戈卿，62歲，中國電視公司前總經理、資深媒體人。
- 12月31日：彭永成，47歲，台灣漫畫家，代表作為《泰山爸爸》、《呆頭成的生活週記》。